# Prometheus Global Media
Prometheus Global Media — нью-йоркська B2B медіа-компанія. Компанія була утворена в грудні 2009 року, коли Nielsen Company продала розважальний і медіа-підрозділ приватній акціонерній групі на чолі з Pluribus Capital Management і Guggenheim Partners. Guggenheim Partners придбала пакет акцій Pluribus в цій компанії в січні 2013 року, і вона перейшла у повну власність підрозділу Guggenheim Digital Media.
Компанія володіє і управляє цілим рядом великих шоу-бізнесових торгових журналів і пов'язаних з ними цифрових мереж, зокрема, Adweek, Backstage, Billboard, Film Journal International і The Hollywood Reporter.
17 грудня 2015 року було оголошено, що Guggenheim Partners розділить свої медіа-активи, частина з яких відійде групі на чолі з колишнім виконавчим директором Тоддом Болі, відомій як Eldridge Industries.

## Історія

### Заснування
10 грудня 2009 року Nielsen Company оголосила, що вона буде продавати свій підрозділ медіа-бізнесу, до якого увійшли такі бренди, як Adweek, Billboard і The Hollywood Reporter, новій компанії, під назвою e5 Global Media — спільному підприємству Guggenheim Partners і Pluribus Capital Management на чолі з Джеймсом Фінкельштейном, Метью Доулом, і Джорджем Гріном. Два інші бренди, що були у властивості Nielsen Company, такі як Editor & Publisher і Kirkus Reviews, не були включені до пакету продажу, оскільки повинні були бути закриті. Editor & Publisher було продано Duncan McIntosh Company, а Kirkus Reviews було продано Герберту Саймону. Першим генеральним директором компанії став Річард Бекман, раніше виконавець і видавець в Condé Nast і Fairchild Publications, і колишній видавець журналів GQ і Vogue. Кар'єра Бексана зазнала невдачі в 1999 році, після його дій, що призвели до втрати посади рекламним директором Vogue West Coast Керолом Метьюзом, в той час як Бекман був видавцем Метьюза в Condé Nast.
Першим значним кроком Бекмана стала реформа The Hollywood Reporter; найнявши Джяніс Мін, яка раніше працювала в Us Weekly, як редакційного директора, The Hollywood Reporter перетворили з щоденної газети на щотижневий журнал, і було здійснено значний редизайн інтернет-видання. Новий формат повинен був стати конкурентом перспективним блогам, присвяченими новинам індустрії, такими як Deadline.com і TheWrap, які змагалися за читача з розважальним тижневиком Variety. Ці зміни значно вплинули на продуктивність видання: до 2013 року продажі реклами зросли більш ніж на 50 %, в той час як відвідуваність сайту журналу зріс на 800 %. У жовтні 2010 року компанію перейменовано на Prometheus Global Media, на честь грецької міфологічної фігури; Бекман заявив у внутрішньому меморандумі, що нова назва «[додасть] компанії ваги і багатозначності на ринку.»

### Реорганізація і придбання
В кінці 2011 року Prometheus Global Media пройшла ряд заходів зі скороченню витрат. У серпні 2011 року журнал Backstage був проданий групі інвесторів на чолі з Джоном Амато в угоді, що фінансувалася Guggenheim Partners, і наступного місяця, Prometheus звільнила персонал відповідальний за Hollywood Creative Directory і повідомила, що компанія продала видання.
У січні 2013 року, Guggenheim Partners придбала частку в Prometheus Global Media, що належила Pluribus Capital, отримавши компанію у повну власність; після придбання, колишній виконавчий директор Yahoo! Росс Левінсон був призначений генеральним директором нового підрозділу Guggenheim Digital Media, який курирував Prometheus та інші цифрові активи для компанії Guggenheim (зокрема, Dick Clark Productions). У квітні 2013 року, Guggenheim знову придбала Backstage (придбавши також Sonicbids, платформу, яка дає музикантам можливість бронювання концертів онлайн) і зробила генерального директора Джона Амато президент Billboard Group — нової групи, що об'єднала Billboard, Backstage, і Sonicbids.
Внаслідок реструктуризації в січня 2014 року Левінсона було переведено на посаду керівника відділу розвитку бізнесу і він більше не брав безпосередньої участі в управлінні активами Prometheus Global Media. Крім того, компанію було розділено на дві операційні групи; Entertainment Group була утворена в результаті влиття The Hollywood Reporter в Billboard Group, а Джяніс Мін стала співпрезидентом і головним креативним директором групи разом з Амато. Решту активів, що включають Adweek і Film Expo Group, очолив Джефф Вілбур.
29 травня 2014 року Prometheus Global Media оголосила про наміри придбати видавничі активи мережі сайтів Mediabistro, присвячених різним аспектам діяльності галузі ЗМІ, що включає в себе медіа роботу лістингу сайту Mediabistro і мережу блогів, таких як AgencySpy, FishbowlNY, Lost Remote і TVNewser загальною вартістю $8 млн. Придбання не включає купівлю компанії Mediabistro, яка була збережена під ім'ям Mecklermedia. 13 січня 2015 року Adweek і Film Expo Group були об'єднані з Mediabistro, щоб сформувати нову дочірню компанію Prometheus — Mediabistro Holdings. У той же час, блоги були знову запущені в рамках нової мережі «Adweek Blog Network», і всі тематичні соціальні медіа-блоги Mediabistro були об'єднані в SocialTimes.
У березні 2015 року, Guggenheim Partners повідомила, що її президент, Тодд Болі, вивчає можливість створення своєї власної компанії. Представник компанії заявив, що така компанія «ймовірно, перебуватиме в гармонії з Guggenheim, тим більше, що роль Тодда протягом деякого часу є стратегічною і діалоговою, а не просто полягає у праці або керуванні будь-яким з наших підприємств день в день.» 17 грудня 2015 року, у відповідь на втрати пов'язані з Guggenheim Partners, компанія оголосила, що вона перегляне частку своєї медіа-властивості в групі на чолі з Болі, включаючи Hollywood Reporter-Billboard Media Group, Mediabistro і Dick Clark Productions, що перебувала під їхнім керівництвом. На сьогодні, компанія Болі відома як Eldridge Industries.